# Vieux-Thann
Vieux-Thann (en alsacià Àlt-Dànn) és un municipi francès, situat a la regió del Gran Est, al departament de l'Alt Rin. L'any 2006 tenia 2.873 habitants.

## Demografia
| 1962  | 1968  | 1975  | 1982  | 1990  | 1999  |
| ----- | ----- | ----- | ----- | ----- | ----- |
| 2.939 | 3.083 | 2.889 | 2.770 | 2.864 | 2.979 |

## Administració
| Període | Identitat         | Partit |
| ------- | ----------------- | ------ |
| -2001   | Jean-Pierre Meyer |        |
| 2001-   | Pierre Muller     |        |